# Hypertonie
Hypertonie (auch Hypertonus, Hypertension; von altgriechisch ὑπέρ- hypér-, deutsch ‚über-‘ und τόνος tónos, deutsch ‚Spannung‘) bedeutet in der Medizin die (krankhafte) Erhöhung eines Drucks oder einer Spannung über die Norm hinaus. Dies kann bei erhöhtem Spannungszustand der Muskulatur im Rahmen von Erkrankungen des extrapyramidalmotorischen Systems, erhöhtem Hirndruck oder erhöhtem Druck in Blutgefäßen bzw. im Blutkreislauf der Fall sein.
Die Lehre wird als Hypertensiologie bezeichnet, der zuständige Mediziner als Hypertensiologe.

## Arten von Hypertonie
Bei letzterem unterscheidet man:
- Arterielle Hypertonie (meist kurz Bluthochdruck): Hochdruck in den Schlagadern (Arterien) des Körperkreislaufs (genannt auch großer Kreislauf); im täglichen Sprachgebrauch ist mit Hypertonie oder Bluthochdruck in der Regel die arterielle Hypertonie gemeint. Als Bluthochdruck werden laut kardiologischen Fachgesellschaften in Europa Blutdruckwerte von über 140/90 mmHg und bei über 80-jährigen Menschen von über 160/90 mmHg klassifiziert.[1]

Weitere Hypertonie-Formen sind:
- Venöse Hypertonie: Bluthochdruck in den peripheren Venen in Abgrenzung zum zentralvenösen Blutdruck,
- Pulmonale Hypertonie (PH, PHT): hoher Blutdruck im Lungenkreislauf (genannt auch kleiner Kreislauf), in den Arterien vom Herzen zu den Lungenflügeln, sowie
- Portale Hypertension: erhöhter Druck in der Pfortader.

Der entgegengesetzte Begriff lautet Hypotonie, der häufig auf den Blutdruck bezogen wird, oder Atonie.